# روگوزارسکی آر-۱۰۰

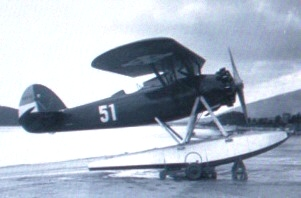
یک مدل در یوگسلاوی

روگوزارسکی آر-۱۰۰ (به انگلیسی: Rogožarski_R-100) یک هواگرد ملخ‌پیشین تک‌موتوره از نوع هواپیمای آموزشی ساخت شرکت Prva Srpska Fabrika Aeroplana Živojin Rogožarski, Belgrade است. هواگرد روگوزارسکی آر-۱۰۰ نخستین پروازش را در ۱۹۳۸ میلادی انجام داد. این هواگرد در سال ۱۹۳۹ میلادی رسماً معرفی گردید و در سال‌های 1937 to ۱۹۳۹ تولید شده‌است. در مجموع، تعداد ۲۶ فروند از این هواگرد ساخته شده‌است.
طراح این هواگرد، Sima Milutinović بود.